# 1891 en sport

Cet article présente les faits marquants de l'année 1891 en sport.

## Athlétisme
- 16e édition du championnat britannique de cross-country à Rock Ferry. James Kibblewhite s’impose en individuel ; Birchfield Harriers enlève le titre par équipe.
- Première édition des championnats d’athlétisme d'Allemagne.
- L'USFSA regroupe 32 clubs d’athlétisme français.
- 12e édition des championnats AAA d'athlétisme de Grande-Bretagne :
  - L'Américain Luther Cary remporte le 100 yards.
  - L'Américain Mortimer Remington le 440 yards.
  - WH Holmes le 880 yards.
  - James Kibblewhite le mile.
  - William Morton le 4 miles et le 10 miles.
  - William Parry le steeplechase.
  - L'Irlandais Daniel Bulger le 120 yards haies.
  - Thomas Jennings le saut en hauteur (1,76 m).
  - R Watson le saut à la perche (3,43 m).
  - L'Irlandais Daniel Buklger et l'Américain Malcolm Ford le saut en longueur (6,20m).
  - L'Américain Wiliam Barry le lancer du poids (12,39 m).
  - L'Américain Charles Queckberner le lancer du marteau (39,58 m)
  - Harry Curtis le 7 miles marche.
- 16e édition des championnats d'athlétisme des États-Unis :
  - Luther Cary remporte le 100 yards et le 200 yards.
  - William Downs le 440 yards.
  - Walter Dohm le 880 yards.
  - Thomas Conneff le mile.
  - Le Suédois Ernest Hjertberg le 2 miles steeple.
  - Thomas Conneff le 5 miles.
  - Eddie Carter le 6 miles sur route.
  - Alfred Copland le 120 yards haies.
  - Le Canadien Harry Morrell le 220 yards haies.
  - Alvah Nickerson le saut en hauteur (1,73 m).
  - Theodore Luce le saut à la perche (3,21 m).
  - Charles Reber le saut en longueur (6,82 m).
  - Le Canadien George Gray le lancer du poids (14,16 m).
  - L’Irlandais James Mitchell le lancer du marteau (41,48 m).

## Automobile
- Nouvelle édition de la course automobile Neuilly-Versailles.

## Baseball
- 1er octobre : 16e édition aux États-Unis du championnat de baseball de la Ligue nationale. Les Boston Beaneaters s’imposent avec 87 victoires et 51 défaites.
- 6 octobre : 10e édition aux États-Unis du championnat de baseball de l'American Association. Les Boston Reds s’imposent avec 93 victoires et 42 défaites. Le conflit des joueurs entamé en 1890 touche également l'American Association, qui est finalement contrainte d’accepter la fusion avec la Ligue nationale. Les quatre meilleures formations de l'American Association, qui cesse ses activités, rejoignent la National League. Pas de World's Championship Series en 1891. L’édition aurait pourtant dû opposer deux clubs de Boston, mais les dirigeants des Beaneaters refusent.

## Basket-ball
- Décembre : invention du Basket-Ball par le Canadien James Naismith.

## Cricket
- Le Surrey (12 victoires, 2 nuls et 2 défaites) remporte le championnat britannique de cricket par Comté.
- Le Kimberley gagne le championnat sud-africain, la Currie Cup.

## Cyclisme
- Inauguration du Vélodrome de Courbevoie.
- 23/24 mai : première édition de la course cycliste Bordeaux-Paris. 5 000 spectateurs présents à l’arrivée. Le Britannique George Pilkington s’impose.
- 6 septembre : départ de la première édition de la course cycliste Paris-Brest-Paris (1 200 km ; 207 partants). Charles Terront s’impose en 71 heures et 22 minutes.
- 9e édition de la course cycliste suisse : le tour du Lac Léman. Louis Masi s’impose.

## Football
- 14 mars : Everton (14 victoires, 1 nul et 7 défaites) est sacré champion d’Angleterre de football.
- 25 mars : finale de la 20e FA Cup (161 inscrits). Blackburn Rovers 3, Notts County FC 1. 23 000 spectateurs au Kennington Oval.
- 6 avril : à Blackburn, l'Angleterre bat l’Écosse 2-1.
- 7 mai : à Sunderland, l’Angleterre bat le Pays de Galles 4-1.
- 21 mai : Dumbarton et Rangers F.C. se partagent le premier titre de champion d’Écosse de football. À égalité de points à l’issue de la saison, les deux formations ne parviennent à se départager à l’occasion d’un match d’appui, 2-2.
- KB remporte le championnat de Copenhague de football.
- Le club de football londonien de « Royal Arsenal » devient le Woolwich Arsenal et passe professionnel. C’est le premier club du Sud du pays à franchir le Rubicon.
- Septembre : le trio arbitral fait son entrée en scène sur les terrains de football anglais. Jusque-là, l’arbitrage était confié à deux Umpires sur le terrain et un Referee en tribune. Les Umpires qui étaient désignés par les capitaines de chaque équipe ne sifflaient pas les fautes, et se contentaient de prononcer des arbitrages à la demande des capitaines. Le referee en tribune était chargé de trancher, en appel, entre les deux Umpires. Ce système ayant montré ses limites, le referee devient seul arbitre de champ, tandis que les deux Umpires sont repoussés le long des lignes de touche. L’arbitre du centre est désormais seul maître à bord d’un match et c’est maintenant lui qui signale les fautes par un coup de sifflet et fixe la sentence. Il peut notamment user d’une nouvelle sanction : le penalty.
- 13 septembre : match de barrage entre Old Caledonians et Saint-Andrew’s, à égalité parfaite (6 victoires, 1 nul et 1 défaite) à l’issue de la première édition du championnat d’Argentine de football. Saint-Andrews s’impose 3-1, mais la Fédération désigne les deux formations championnes.
- 14 septembre : John Heath de Wolverhampton Wanderers FC inscrit le premier but sur penalty de l’histoire du football.
- Des Britanniques (Écossais principalement) résidant à Paris fondent le club de football français des White-Rovers.

## Football australien
- Essendon remporte le championnat de Football Australien de l’État de Victoria. Norwood champion de South Australia. East Sydney champion de NSW. Rovers champion du Western.

## Haltérophilie
- 28 mars : première édition des championnats du monde à Londres mettant aux prises sept haltérophiles originaires de six nations. Cette édition ne fut toutefois pas reconnue rétroactivement pas l'IWF comme un "championnat du monde".

## Golf
- Hugh Kirkaldy remporte l'Open britannique à l'Old Course de St Andrews.

## Joute nautique
- Pascal (dit Pascalou) remporte le Grand Prix de la Saint-Louis à Cette.

## Patinage sur glace
- 6/7 janvier : championnats du Monde de patinage de vitesse à Amsterdam.
- 23/24 janvier : championnats d’Europe de patinage de vitesse à Hambourg.
- Première édition des championnats d’Europe de patinage artistique et de patinage de vitesse à Hambourg. L’Allemand Oskar Ulhig remporte l’épreuve de patinage artistique.

## Rugby à XV
- 3 janvier : l’Angleterre bat le Pays de Galles à Newport.
- 7 février : l’Angleterre bat l’Irlande à Dublin.
- 7 mars : l’Écosse bat l’Angleterre à Richmond.
- 18 avril : premier match de rugby opposant un club français (Stade français) et un club anglais (Roslyn Park). Les Anglais s’imposent 21-0.
- 19 mai : premier match de rugby en France opposant le Racing club de France et le Stade français. Le Stade s’impose 3-0.
- Le Lancashire est champion d’Angleterre des comtés.

## Sport
- Léon XIII, « Le Pape des ouvriers » (Coubertin), approuve par son encyclique Rerum Novarum le principe des Patronages sportifs. C'est la grande réconciliation entre le sport et l'Église après plus de quinze siècles de brouille.

## Sport hippique
- 2 juin : création à Paris du Pari Mutuel Hippodrome. On recense 277 hippodromes en France.
- États-Unis : Kingman gagne le Kentucky Derby.
- Angleterre : Common gagne le Derby.
- Angleterre : Come Away gagne le Grand National.
- Irlande : Narraghmore gagne le Derby d'Irlande.
- France : Ermak gagne le Prix du Jockey Club.
- France : Primrose gagne le Prix de Diane.
- Australie : Malvolio gagne la Melbourne Cup.

## Tennis
- Première édition du championnat de France. (simple et double hommes). Le Britannique H. Briggs s’impose en simple hommes.
- 15e édition du Tournoi de Wimbledon :
  - L’Anglais Wilfred Baddeley s’impose en simple hommes
  - L’Anglaise Lottie Dod en simple femmes.
- 11e édition du championnat des États-Unis :
  - L’Américain Oliver Campbell s’impose en simple hommes.
  - L’Irlandaise Mabel Cahill s’impose en simple femmes.

## Voile
- 24 mars : Création de la Coupe de France du Yacht Club de France

## Naissances
- 29 janvier : Richard Williams, joueur américain de tennis, vainqueur de l'US Open en 1914 et 1916. († 2 juin 1968).
- 4 mars : Dazzy Vance (Clarence Arthur Vance), joueur de baseball américain. († 16 février 1961).
- 25 décembre : Clarrie Grimmett, joueur de cricket australien. († 2 mai 1980).